# ایل تیمورتاش
تیمور تاش طایفه‌ای است از ترکان تاتار که در زمان تسلط امیر تیمور گورکانی و اولاد او در خراسان مانند سایر ایلات در این منطقه اقامت گزیده‌اند.
طایفه تیمور تاش خراسان، در اطراف نردین از توابع بجنورد زندگی می‌کنند، سیصدوبیست ویک نفر از این طایفه در ده تیمور تاش که خود ساخته و به نام خود نامیده‌اند و همچنین در دهستان کسبایر بجنورد سکونت دارند.
بزرگان این طایفه عبارت اند از:
- غلامعلی خان تمر تاش
- محمد حسین بیگ تفنگدار
- عبدالحسین تیمور تاش وزیر مقتر دربار رضا خان پهلوی